# Grand Prix Belgii Formuły 1
Grand Prix Belgii – zorganizowana po raz pierwszy w 1925 roku w Spa. Na potrzeby Grand Prix w 1921 roku zbudowano tor Spa-Francorchamps. Początkowo, do roku 1924, były tam organizowane tylko wyścigi motocyklowe.
Tor Spa-Francorchamps uważany jest przez kierowców za jeden z najbardziej wymagających. Niejednokrotnie podczas wyścigu na jednym odcinku padał deszcz, gdy na innych świeciło słońce.

## Historia

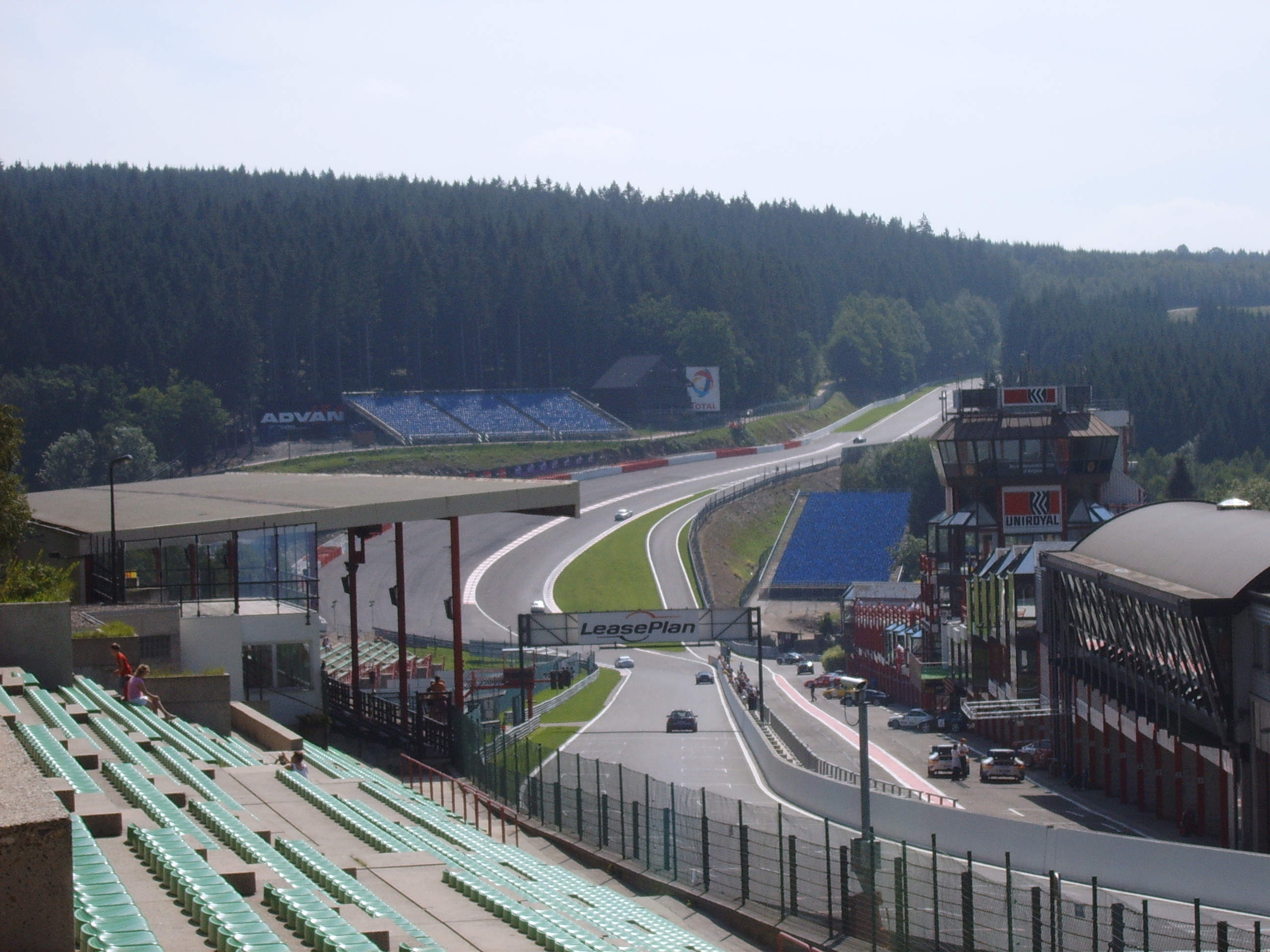
Zakręt Eau Rouge jest jednym z najsłynniejszych w Formule 1

Pierwsze Grand Prix Belgii wygrał Antonio Ascari, który zmarł w wypadku podczas następnego w kalendarzu Grand Prix Francji. W 1939 śmierć na torze poniósł Richard Seaman, a w 1960 r. Chris Bristow i Alan Stacy. W 1982 na ostatnim okrążeniu kwalifikacji na torze Zolder zginął kanadyjski kierowca Gilles Villeneuve.
W 1998 r. podczas bardzo deszczowej niedzieli na torze wydarzył się jeden z największych karamboli w historii F1. Zaraz po starcie po przejechaniu 1 zakrętu zajmujący jedną z czołowych pozycji David Coulthard wpadł w poślizg na śliskiej i mokrej nawierzchni, odbił się od bandy i wpadł w środek stawki zderzając się z innymi uczestnikami wyścigu tworząc zaporę nie do ominięcia. Z powodu złej widoczności kierowcy ze środka i z tyłu stawki nie widzieli co się stało i wpadali na stojące bolidy. Jedynie sześć pierwszych samochodów nie zostało uszkodzonych, pozostałych 16 maszyn nie nadawało się do jazdy. Wyścig przerwano i powtórzono start przy użyciu zapasowych bolidów. Mimo groźnie wyglądającego wypadku nikomu z kierowców nic się nie stało.
Grand Prix nie odbyło się w 2003 r., co było spowodowane wprowadzeniem w Belgii zakazu reklamowania wyrobów tytoniowych. W ostatnich dziesięciu latach najwięcej razy zwyciężał tu Michael Schumacher. Dwa ostatnie Grand Prix Belgii (w sezonie 2004 i 2005) wygrał Fin Kimi Räikkönen dla McLarena.
Wyścig nie odbył się w 2006 r., ale po przeprowadzeniu koniecznych modyfikacji – budowy nowego kompleksu boksów i przeprofilowania szykany "Bus stop" – został ponownie włączony do kalendarza od sezonu 2007. Po raz trzeci z rzędu zwycięstwo odniósł Kimi Räikkönen, który tym razem startował w barwach Ferrari. Fin powtórzył tym samym wyczyn Schumachera, który także wygrał dwa kolejne wyścigi dla różnych zespołów na torze w Spa.
W sezonie 2008 Räikkönenowi nie udało się utrzymać zwycięskiej passy. Co prawda mimo startu z czwartego pola zdołał wyprzedzić swoich rywali w trakcie wyścigu, jednak na dwa okrążenia przed końcem popełnił błąd i rozbił się na bandzie przed "Bus Stop". Jako pierwszy linię mety minął Lewis Hamilton, który po wyścigu został ukarany doliczeniem 25 sekund kary do osiągniętego rezultatu, co spowodowało jego spadek na trzecie miejsce, za Felipe Massę i Nicka Heidfelda.
Fin wygrał jednak rok później. Było to jego jedyne zwycięstwo w sezonie, a zarazem ostatnie zwycięstwo dla Ferrari.
W 2025 roku tor Spa-Francorchamps podpisał nową umowę, w ramach której będzie organizatorem Grand Prix Belgii w sezonach 2025 - 2027, 2029 i 2031. GP Belgii stanie się od sezonu 2027 wyścigiem rotacyjnym, który będzie się odbywał w latach nieparzystych i dzielić miejsce w kalendarzu z innym, europejskim wyścigiem.

## Tory
Od początku swojego istnienia Grand Prix Belgii organizowane były na torze Spa-Francorchamps. Na początku lat 70. tor został uznany za zbyt niebezpieczny i wyścig przeniesiono na tory Nivelles (dwukrotnie) i Zolder (dziesięciokrotnie). W 1983 r. wyścig powrócił na zmodernizowany tor w Spa i od roku 1985 jest jedynym gospodarzem tej imprezy.
- Spa-Francorchamps (1950–56, 1958, 1960–68, 1970, 1983, 1985–2002, 2004–05, od 2007)
- Nivelles (1972, 1974)
- Zolder (1973, 1975–82, 1984)

## Zwycięzcy Grand Prix Belgii
| Sezon | Kierowca           | Konstruktor         | Tor               |        |
| ----- | ------------------ | ------------------- | ----------------- | ------ |
| 2025  | Oscar Piastri      | McLaren-Mercedes    | Spa-Francorchamps | Wyniki |
| 2024  | Lewis Hamilton     | Mercedes            | Spa-Francorchamps | Wyniki |
| 2023  | Max Verstappen     | Red Bull-Honda RBPT | Spa-Francorchamps | Wyniki |
| 2022  | Max Verstappen     | Red Bull-RBPT       | Spa-Francorchamps | Wyniki |
| 2021  | Max Verstappen     | Red Bull-Honda      | Spa-Francorchamps | Wyniki |
| 2020  | Lewis Hamilton     | Mercedes            | Spa-Francorchamps | Wyniki |
| 2019  | Charles Leclerc    | Ferrari             | Spa-Francorchamps | Wyniki |
| 2018  | Sebastian Vettel   | Ferrari             | Spa-Francorchamps | Wyniki |
| 2017  | Lewis Hamilton     | Mercedes            | Spa-Francorchamps | Wyniki |
| 2016  | Nico Rosberg       | Mercedes            | Spa-Francorchamps | Wyniki |
| 2015  | Lewis Hamilton     | Mercedes            | Spa-Francorchamps | Wyniki |
| 2014  | Daniel Ricciardo   | Red Bull-Renault    | Spa-Francorchamps | Wyniki |
| 2013  | Sebastian Vettel   | Red Bull-Renault    | Spa-Francorchamps | Wyniki |
| 2012  | Jenson Button      | McLaren-Mercedes    | Spa-Francorchamps | Wyniki |
| 2011  | Sebastian Vettel   | Red Bull-Renault    | Spa-Francorchamps | Wyniki |
| 2010  | Lewis Hamilton     | McLaren-Mercedes    | Spa-Francorchamps | Wyniki |
| 2009  | Kimi Räikkönen     | Ferrari             | Spa-Francorchamps | Wyniki |
| 2008  | Felipe Massa       | Ferrari             | Spa-Francorchamps | Wyniki |
| 2007  | Kimi Räikkönen     | Ferrari             | Spa-Francorchamps | Wyniki |
| 2005  | Kimi Räikkönen     | McLaren-Mercedes    | Spa-Francorchamps | Wyniki |
| 2004  | Kimi Räikkönen     | McLaren-Mercedes    | Spa-Francorchamps | Wyniki |
| 2002  | Michael Schumacher | Ferrari             | Spa-Francorchamps | Wyniki |
| 2001  | Michael Schumacher | Ferrari             | Spa-Francorchamps | Wyniki |
| 2000  | Mika Häkkinen      | McLaren-Mercedes    | Spa-Francorchamps | Wyniki |
| 1999  | David Coulthard    | McLaren-Mercedes    | Spa-Francorchamps | Wyniki |
| 1998  | Damon Hill         | Jordan-Mugen-Honda  | Spa-Francorchamps | Wyniki |
| 1997  | Michael Schumacher | Ferrari             | Spa-Francorchamps | Wyniki |
| 1996  | Michael Schumacher | Ferrari             | Spa-Francorchamps | Wyniki |
| 1995  | Michael Schumacher | Benetton-Renault    | Spa-Francorchamps | Wyniki |
| 1994  | Damon Hill         | Williams-Renault    | Spa-Francorchamps | Wyniki |
| 1993  | Damon Hill         | Williams-Renault    | Spa-Francorchamps | Wyniki |
| 1992  | Michael Schumacher | Benetton-Ford       | Spa-Francorchamps | Wyniki |
| 1991  | Ayrton Senna       | McLaren-Honda       | Spa-Francorchamps | Wyniki |
| 1990  | Ayrton Senna       | McLaren-Honda       | Spa-Francorchamps | Wyniki |
| 1989  | Ayrton Senna       | McLaren-Honda       | Spa-Francorchamps | Wyniki |
| 1988  | Ayrton Senna       | McLaren-Honda       | Spa-Francorchamps | Wyniki |
| 1987  | Alain Prost        | McLaren-TAG         | Spa-Francorchamps | Wyniki |
| 1986  | Nigel Mansell      | Williams-Honda      | Spa-Francorchamps | Wyniki |
| 1985  | Ayrton Senna       | Lotus-Renault       | Spa-Francorchamps | Wyniki |
| 1984  | Michele Alboreto   | Ferrari             | Zolder            | Wyniki |
| 1983  | Alain Prost        | Renault             | Spa-Francorchamps | Wyniki |
| 1982  | John Watson        | McLaren-Ford        | Zolder            | Wyniki |
| 1981  | Carlos Reutemann   | Williams-Ford       | Zolder            | Wyniki |
| 1980  | Didier Pironi      | Ligier-Ford         | Zolder            | Wyniki |
| 1979  | Jody Scheckter     | Ferrari             | Zolder            | Wyniki |
| 1978  | Mario Andretti     | Lotus-Ford          | Zolder            | Wyniki |
| 1977  | Gunnar Nilsson     | Lotus-Ford          | Zolder            | Wyniki |
| 1976  | Niki Lauda         | Ferrari             | Zolder            | Wyniki |
| 1975  | Niki Lauda         | Ferrari             | Zolder            | Wyniki |
| 1974  | Emerson Fittipaldi | McLaren-Ford        | Nivelles          | Wyniki |
| 1973  | Jackie Stewart     | Tyrrell-Ford        | Zolder            | Wyniki |
| 1972  | Emerson Fittipaldi | Lotus-Ford          | Nivelles          | Wyniki |
| 1970  | Pedro Rodriguez    | BRM                 | Spa-Francorchamps | Wyniki |
| 1968  | Bruce McLaren      | McLaren-Ford        | Spa-Francorchamps | Wyniki |
| 1967  | Dan Gurney         | Eagle-Weslake       | Spa-Francorchamps | Wyniki |
| 1966  | John Surtees       | Ferrari             | Spa-Francorchamps | Wyniki |
| 1965  | Jim Clark          | Lotus-Climax        | Spa-Francorchamps | Wyniki |
| 1964  | Jim Clark          | Lotus-Climax        | Spa-Francorchamps | Wyniki |
| 1963  | Jim Clark          | Lotus-Climax        | Spa-Francorchamps | Wyniki |
| 1962  | Jim Clark          | Lotus-Climax        | Spa-Francorchamps | Wyniki |
| 1961  | Phil Hill          | Ferrari             | Spa-Francorchamps | Wyniki |
| 1960  | Jack Brabham       | Cooper-Climax       | Spa-Francorchamps | Wyniki |
| 1958  | Tony Brooks        | Vanwall             | Spa-Francorchamps | Wyniki |
| 1956  | Peter Collins      | Ferrari             | Spa-Francorchamps | Wyniki |
| 1955  | Juan Manuel Fangio | Mercedes-Benz       | Spa-Francorchamps | Wyniki |
| 1954  | Juan Manuel Fangio | Mercedes-Benz       | Spa-Francorchamps | Wyniki |
| 1953  | Alberto Ascari     | Ferrari             | Spa-Francorchamps | Wyniki |
| 1952  | Alberto Ascari     | Ferrari             | Spa-Francorchamps | Wyniki |
| 1951  | Giuseppe Farina    | Alfa Romeo          | Spa-Francorchamps | Wyniki |
| 1950  | Juan Manuel Fangio | Alfa Romeo          | Spa-Francorchamps | Wyniki |
| Sezon | Kierowca           | Konstruktor         | Tor               |        |

Liczba zwycięstw (kierowcy):
- 6 – Michael Schumacher
- 5 – Lewis Hamilton, Ayrton Senna
- 4 – Jim Clark, Kimi Räikkönen
- 3 – Juan Manuel Fangio, Damon Hill, Max Verstappen, Sebastian Vettel
- 2 – Alberto Ascari, Emerson Fittipaldi, Niki Lauda, Alain Prost
- 1 – Michele Alboreto, Mario Andretti, Jack Brabham, Tony Brooks, Jenson Button, Peter Collins, David Coulthard, Giuseppe Farina, Dan Gurney, Mika Häkkinen, Phil Hill, Charles Leclerc, Nigel Mansell, Felipe Massa, Bruce McLaren, Gunnar Nilsson, Oscar Piastri, Didier Pironi, Carlos Reutemann, Daniel Ricciardo, Pedro Rodriguez, Nico Rosberg, Jody Scheckter, Jackie Stewart, John Surtees, John Watson

Liczba zwycięstw (producenci podwozi):
- 17 – Ferrari
- 16 – McLaren
- 8 – Lotus
- 7 – Mercedes
- 6 – Red Bull
- 2 – Alfa Romeo, Benetton
- 1 – BRM, Eagle, Cooper, Jordan, Lancia, Ligier, Renault, Tyrrell, Vanwall

Liczba zwycięstw (producenci silników):
- 18 – Ferrari
- 14 – Mercedes
- 10 – Ford
- 8 – Renault
- 5 – Climax, Honda
- 2 – Alfa Romeo, TAG
- 1 – BRM, Honda RBPT, Mugen-Honda, RBPT, Vanwall, Weslake

## Zwycięzcy Grand Prix Belgii poza Formułą 1
| Sezon | Kierowca                | Konstruktor | Tor               |        |
| ----- | ----------------------- | ----------- | ----------------- | ------ |
| 1925  | Antonio Ascari          | Alfa Romeo  | Spa-Francorchamps | Wyniki |
| 1930  | Louis Chiron            | Bugatti     | Spa-Francorchamps | Wyniki |
| 1931  | William Grover-Williams | Bugatti     | Spa-Francorchamps | Wyniki |
| 1933  | Tazio Nuvolari          | Maserati    | Spa-Francorchamps | Wyniki |
| 1934  | René Dreyfus            | Bugatti     | Spa-Francorchamps | Wyniki |
| 1935  | Rudolf Caracciola       | Mercedes    | Spa-Francorchamps | Wyniki |
| 1937  | Rudolf Hasse            | Auto Union  | Spa-Francorchamps | Wyniki |
| 1939  | Hermann Lang            | Mercedes    | Spa-Francorchamps | Wyniki |
| 1946  | Eugène Chaboud          | Delage      | Spa-Francorchamps | Wyniki |
| 1947  | Jean-Pierre Wimille     | Alfa Romeo  | Spa-Francorchamps | Wyniki |
| 1949  | Louis Rosier            | Talbot-Lago | Spa-Francorchamps | Wyniki |